# Estación de Lavern-Subirats
Lavern-Subirats es una estación de la línea R4 de Rodalies Renfe de Barcelona situada en la localidad de Lavern, dentro del término municipal de Subirats. Es una de las estaciones de la línea de Villafranca, que une Barcelona y Vendrell por el interior.
Es considerada más bien un apeadero, ya que no dispone de taquillas, ni máquinas de autoventa, ni WC, ni bar. Únicamente dispone de una validadora y un aparcamiento.
En 2016 se sometió a una profunda remodelación para ser accesible, por ello se construyó un paso inferior con ascensores y se cerró el perímetro, también se ampliaron y recrecieron los andenes.
| << cabecera                                                 | < estación | línea | estación >          | cabecera >>     |
| ----------------------------------------------------------- | ---------- | ----- | ------------------- | --------------- |
| Rodalies de Catalunya de Renfe                              |            |       |                     |                 |
| San Vicente de Calders Villafranca del Panadés              | La Granada |       | San Sadurní de Noya | Tarrasa Manresa |
| Algunos trenes no efectúan parada ni aquí ni en La Granada. |            |       |                     |                 |